# Casa Mates
La Casa Mates o Casa Falp és una obra del municipi de Roses (Alt Empordà) protegit com a bé cultural d'interès local. Està situada al centre històric de la ciutat, en segona línia de mar, davant la plaça Catalunya.

## Descripció
Edifici entre mitgeres, de planta rectangular, format per soterrani, planta baixa i dues més d'alçada, amb un pati ajardinat a la part posterior de la finca. La façana es troba ordenada simètricament, amb les plantes delimitades horitzontalment seguint els eixos marcats per la distribució de les obertures. La planta baixa i el primer pis tenen el parament alineat i revestit amb carreus de pedra regulars, mentre que el segon presenta una terrassa, alineada amb els pisos inferiors, i la façana reculada. A la planta baixa hi ha la porta principal, d'obertura rectangular i emmarcada amb carreus de pedra regulars als brancals, d'una tonalitat més fosca que la resta del parament de la façana. La part superior presenta una motllura decorativa senzilla de color blanc, que enllaça amb tres carreus disposats a manera de dovelles, amb la clau destacada i formant un arc rebaixat. Rematant l'obertura destaca una reixa de ferro treballada on consta l'antic número de carrer i l'any de construcció. A la dreta de la porta hi ha una finestra i a l'esquerra, dues, totes elles d'obertura rectangular, amb els carreus superiors a manera de dovelles (amb la clau destacada) i delimitades per una petita barana de ferro decorada. Les obertures del primer pis responen a quatre balcons, amb la mateixa disposició que les obertures de la planta baixa. Els finestrals de sortida són rectangulars i estan emmarcats amb carreus regulars, de la mateixa manera que les obertures de la planta baixa. Tots els balcons presenten la llosana motllurada i barana de ferro. El central està sustentat amb dues mènsules. El segon pis presenta una terrassa delimitada amb balustrada a manera de barana. La façana, endarrerida, està formada per una successió de petits arcs de mig punt dovellats. El coronament superior de la façana és un fris decorat amb motius geomètrics. La distribució interior de l'edifici s'articula al voltant d'un vestíbul, des del qual s'accedeix a les estances de la planta baixa, al pati posterior i als pisos superiors a través d'una escala a la catalana de marbre. L'espai destinat a rebedor manté la porta i els vitralls originals. El paviment de tota la planta és hidràulic de mosaic i està decorat amb motius geomètrics. Les estances de la planta baixa conserven la decoració pictòrica original a les parets i als sostres, aquests últims amb temàtica floral i vegetal. La decoració de les parets es concentra en diversos plafons disposats dins d'un fris corregut, sota el nivell del sostre. Les pintures murals fan referència a motius florals, paisatges bucòlics i temes d'inspiració clàssica.

## Història
Aquesta és de les poques cases que es conserven de l'eixample que, al final del segle xix i a principis del XX, va dotar la vila de Roses d'una façana litoral formada per edificis amb una estètica d'acord amb les darreres tendències d'aquell moment. Segons fonts orals de l'actual propietària, durant la Guerra Civil la casa va ser ocupada per les forces republicanes. Això va ser corroborat amb la troballa l'any 1991 al soterrani d'un polvorí tapiat. Va ser extret i detonat per un grup de militars. Actualment, és una casa particular.